# مقاطعة نولان (تكساس)
مقاطعة نولان (بالإنجليزية: Nolan  County)‏ هي إحدى المقاطعات في ولاية تكساس، الولايات المتحدة الأمريكية.

## أعلام
- باستر ميتشيل